# Partit Demòcrata Liberal
El Partit Demòcrata Liberal (PDL) va ser un partit d'ideologia liberal espanyol fundat el 1982 per Antonio Garrigues Walker i constituït per partits territorials federats, que va constituir la base del Partit Reformista Democràtic liderat per Miquel Roca, en el qual es va integrar. El PRD es va presentar a les eleccions generals espanyoles de 1986, fracassant estrepitosament. El fracàs va comportar l'autodissolució del PRD, sense que el PDL sobrevisqués a la dissolució.
El 1994 un grup de militants refundà el Partit Demòcrata Liberal de Catalunya i rellançà el PDL arreu d'Espanya constituint en 1995 una Federació de Partits Liberals en la qual a més del PDL participava la Unió Progressista Liberal, i que no va assolir consolidar-se. El 1995 va participar en la coalició Unió Centrista formada pel Centro Democrático y Social i altres petits partits centristes d'escassa implantació com el Vèrtex Espanyol de Reivindicació del Desenvolupament Ecològic i de grups liberals, com ara la Unión Progresista Liberal i Foro.